# Колезький асесор

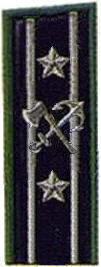
Петличний знак розрізнення відповідного чину (МШС)

Колезький асесор — з 1717 рік по 1917 в Російській імперії цивільний класний чин, який зайняв з 1722 року VIII ранг в Табелі про ранги.
Колезький асесор був вище за рангом ніж титулярний радник, але нижче ніж надвірний радник.
До 1845 року чин надавав право на спадкове дворянство, потім — тільки особисте. Колезькі асесори зазвичай перебували на посаді реєстратора, секретаря або радника. Знаками розрізнення колезького асесора були петлиці, на яких було по два просвіти. На кожній петлиці розташовувалися по дві п'ятипроменеві зірочки. Також зазвичай на петлицях розміщувалися емблеми відомства, до якого належав чиновник, у колезького асесора емблема була розміщена між зірочками.
Наказом від 1745 року були введені нові умови для отримання VIII рангу. Згідно з наказом, чиновник недворянин, щоб перейти з IX рангу на вищий, повинен мати 12-річний службовий стаж.
З 1809 року титулярний радник міг бути підвищений у ранзі до колезького асесора, чина який надавав спадкове дворянство, лише за умов закінчення університету, чи після складання іспитів за встановленою формою.
У 1834 році службовий стаж для отримання рангу було ще збільшено.
За часи Великої Кавказької війни (1817—1864 роки) для залучення чиновників до служби в цивільних установах Кавказького намісництва була введена практика надання чину колезького асесора без вислуги років та іспитів. Таких новоспечених колезьких асесорів в суспільстві жартівливо називали «кавказькими асесорами». Такі колезькі асесори полюбляли називати себе майорами, бо військові чини були престижніше від цивільних.
Цей, як й інші чини Російської імперії, припинив існування в 1917 році.

## Відповідав чинам

### Військові
Чин колезького асесора відповідав армійським чинам:
- Піхота: прем'єр-майор і секунд-майор (1731—1798), майор (1798—1884), капітан (з 1884);
- Кавалерія: ротмістр (з 1884);
- Козацькі війська: військовий старшина (1796—1884), осавул (з 1884);
- Флот: капітан 3-го рангу (1722—1764), капітан-лейтенант (1907—1911), старший лейтенант на флоті (1912—1917);
- Гвардія: штабс-капітан гвардії (з 1798).

### Придворні
- Титулярний камергер

## У літературі
- У повісті Миколи Гоголя «Ніс» (1832-1833) головним героєм виведено колезького асесора Ковальова, типового «кавказького колезького асесора»[1].

| | \| Але між тим необхідно сказати що-небудь про Ковальова, щоб читач міг бачити, якого роду був цей колезький асесор. Колезьких асесорів, які отримують це звання за допомоги вчених атестатів, ніяк не можна порівнювати з тими колезькими асесорами, які робилися на Кавказі. Це два абсолютно особливі роди. Вчені колезькі асесори ... Але Росія така дивовижна земля, що якщо скажеш про одного колезького асесора, то всі колезькі асесори, від Риги до Камчатки, неодмінно візьмуть на свій рахунок. Теж розумій і про всі звання та чини. Ковальов був кавказький колезький асесор. Він два роки тільки ще перебував у цьому званні і тому ні на хвилину не міг його забути; а щоб більш надати собі благородства і ваги, він ніколи не називав себе асесором, але завжди майором. "Послухай, голубонько, - говорив він звичайно, зустрівши на вулиці бабу, що продавала манишки, - ти приходь до мене додому; квартира моя в Садовій, запитай тільки: тут живе майор Ковальов? - Тобі всякий покаже". Якщо ж зустрічав якусь гарненьку, то давав їй понад те секретне розпорядження, додаючи: "Ти запитай, серденько, квартиру майора Ковальова". З цього-то самому і ми будемо вперед цього колезького асесора називати майором. \| Оригінальний текст (рос.) Но между тем необходимо сказать что-нибудь о Ковалеве, чтобы читатель мог видеть, какого рода был этот коллежский асессор. Коллежских асессоров, которые получают это звание с помощию ученых аттестатов, никак нельзя сравнивать с теми коллежскими асессорами, которые делались на Кавказе. Это два совершенно особенные рода. Ученые коллежские асессоры... Но Россия такая чудная земля, что если скажешь об одном коллежском асессоре, то все коллежские асессоры, от Риги до Камчатки, непременно примут на свой счет. То же разумей и о всех званиях и чинах. Ковалев был кавказский коллежский асессор. Он два года только еще состоял в этом звании и потому ни на минуту не мог его позабыть; а чтобы более придать себе благородства и веса, он никогда не называл себя коллежским асессором, но всегда майором. "Послушай, голубушка, -- говорил он обыкновенно, встретивши на улице бабу, продававшую манишки, -- ты приходи ко мне на дом; квартира моя в Садовой; спроси только: здесь ли живет майор Ковалев? -- тебе всякий покажет". Если же встречал какую-нибудь смазливенькую, то давал ей сверх того секретное приказание, прибавляя: "Ты спроси, душенька, квартиру майора Ковалева". По этому-то самому и мы будем вперед этого коллежского асессора называть майором. |
| Але між тим необхідно сказати що-небудь про Ковальова, щоб читач міг бачити, якого роду був цей колезький асесор. Колезьких асесорів, які отримують це звання за допомоги вчених атестатів, ніяк не можна порівнювати з тими колезькими асесорами, які робилися на Кавказі. Це два абсолютно особливі роди. Вчені колезькі асесори ... Але Росія така дивовижна земля, що якщо скажеш про одного колезького асесора, то всі колезькі асесори, від Риги до Камчатки, неодмінно візьмуть на свій рахунок. Теж розумій і про всі звання та чини. Ковальов був кавказький колезький асесор. Він два роки тільки ще перебував у цьому званні і тому ні на хвилину не міг його забути; а щоб більш надати собі благородства і ваги, він ніколи не називав себе асесором, але завжди майором. "Послухай, голубонько, - говорив він звичайно, зустрівши на вулиці бабу, що продавала манишки, - ти приходь до мене додому; квартира моя в Садовій, запитай тільки: тут живе майор Ковальов? - Тобі всякий покаже". Якщо ж зустрічав якусь гарненьку, то давав їй понад те секретне розпорядження, додаючи: "Ти запитай, серденько, квартиру майора Ковальова". З цього-то самому і ми будемо вперед цього колезького асесора називати майором. | |

- Олександр Сергійович Пушкін , також не обійшов увагою «кавказьких асесорів». У оповіданні «Подорож до Арзрума» (1835) він описує бажаючих отримати швидке підвищення та спадкове дворянство.

|                                                                                | \| Молоді титулярні радники приїжджають сюди за чином асесорськім, таким жаданим. \| Оригінальний текст (рос.) Молодые титулярные советники приезжают сюда за чином асессорским, толико вожделенным. |
| Молоді титулярні радники приїжджають сюди за чином асесорськім, таким жаданим. | |